# Ґалензіново
Ґалензіново (пол. Gałęzinowo) — село в Польщі, у гміні Слупськ Слупського повіту Поморського воєводства.
Населення — 342 особи (2011).
У 1975-1998 роках село належало до Слупського воєводства.

## Демографія
Демографічна структура станом на 31 березня 2011 року:
|          | Загалом | Допрацездатний вік | Працездатний вік | Постпрацездатний вік |
| -------- | ------- | ------------------ | ---------------- | -------------------- |
| Чоловіки | 178     | 41                 | 129              | 8                    |
| Жінки    | 164     | 30                 | 105              | 29                   |
| Разом    | 342     | 71                 | 234              | 37                   |